# Asparagus pachyrrhizus
Asparagus pachyrrhizus là một loài thực vật có hoa trong họ Măng tây. Loài này được N.A.Ivanova ex N.V.Vlassova mô tả khoa học đầu tiên năm 1980.